# Maurice Walter

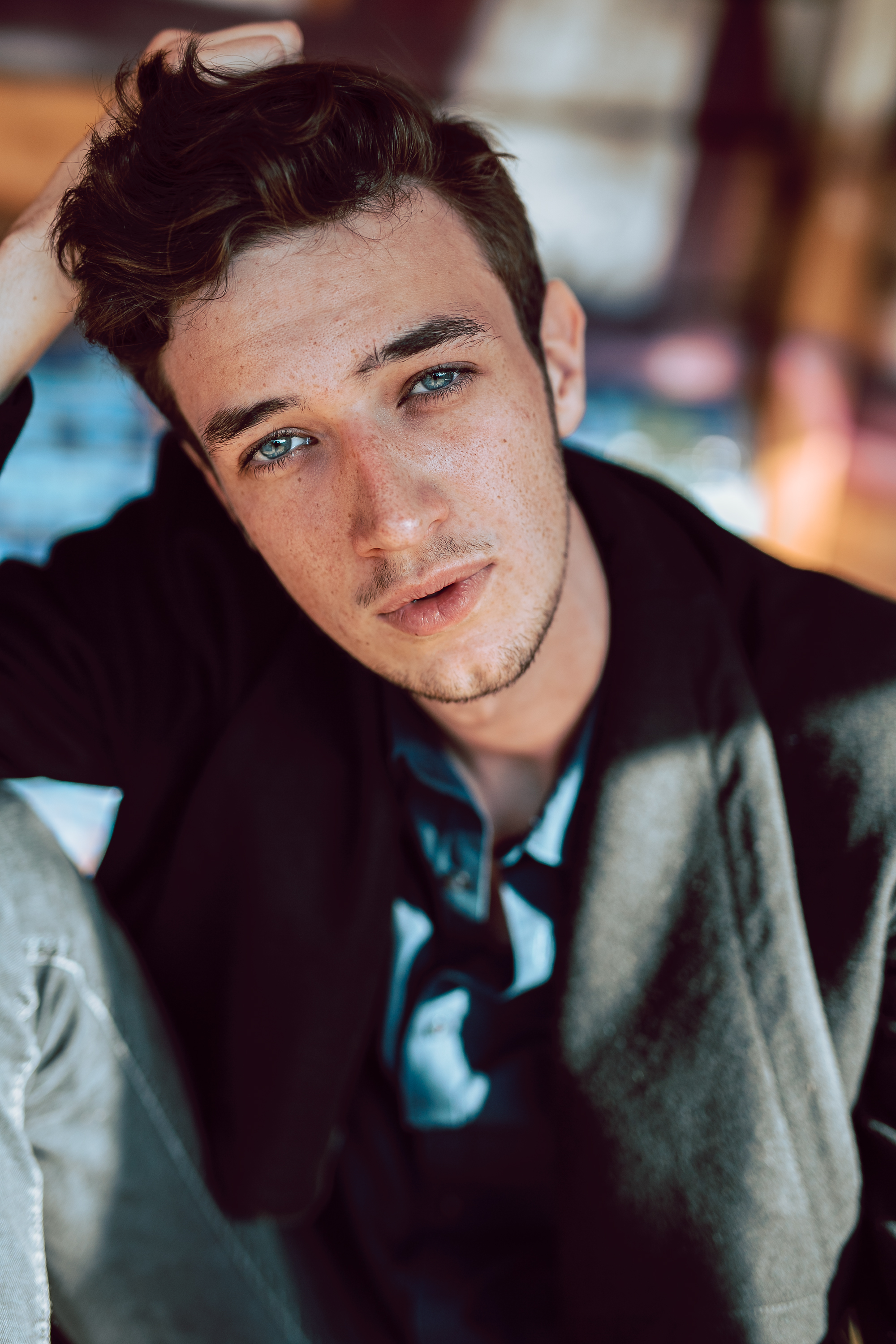
Maurice Walter, 2018

Maurice Walter (* 21. Mai 1998 in Bremen) ist ein deutscher Schauspieler und Regisseur.

## Leben
Walter wuchs in Bremen auf. Bereits im Kindesalter zeigte er Interesse an der Schauspielerei und begann 2004 bei der Jugendtheatergruppe der Freilichtbühne Lilienthal e.V zu spielen. Zwei Jahre später stand er dort erstmals in einer Bühnenadaption von Der Teufel mit den drei goldenen Haaren auf der Bühne.
2013 übernahm Walter seine erste Hauptrolle auf der Freilichtbühne Lilienthal e.V. In den folgenden Jahren war er in zahlreichen Abend- und Familienstücken des Ensembles zu sehen, darunter Produktionen wie Der Name der Rose, Diener zweier Herren und Aladin.
Während seiner Schulzeit sammelte Walter außerdem erste Kameraerfahrungen, unter anderem in Fernsehformaten wie Die Pfefferkörner. Ergänzend dazu besuchte er die Schauspielschule TASK in Bremen, um seine Fähigkeiten im Schauspiel weiter auszubauen.
An seine frühen Theatererfahrungen schloss sich ein privates Schauspielstudium an, ergänzt durch weiteres Coaching an der Schauspielschule Bühnenstudio. Darüber hinaus absolvierte Walter Workshops in den Bereichen Sprache, Improvisation und Gesang bei verschiedenen Dozenten, darunter Thomas Heinze, Fabian Harloff und Christine Zierl.
Walter war in verschiedenen Theater- und Fernsehproduktionen zu sehen, darunter in Formaten des ZDF, Das Erste, ProSieben und RTL+. Zudem trat er in Werbespots von Unternehmen wie Aldi und Bosch Power Tools auf. Er hatte auch Musikvideoauftritte bei Bands wie Leoniden (Band) und Marquess (Band).
Seitdem lebt er in Bremen und arbeitet als Schauspieler und Regisseur. Neben seinen Tätigkeiten vor der Kamera inszenierte er verschiedene Kurzfilme, Werbeproduktionen, Musikvideos sowie Theaterstücke. Walter arbeitet außerdem als Dozent für Kinder und Jugendliche und gibt seine Erfahrungen und Kenntnisse in diesem Bereich weiter.